# Rache ist ein süßes Wort
Rache ist ein süßes Wort ist ein dreiteiliger amerikanischer Fernsehfilm, der 1986 von CBS in den USA und Europa gedreht wurde. Die Hauptrollen in der Verfilmung des Romans Kalte Glut von Sidney Sheldon spielen Madolyn Smith und Tom Berenger.

## Handlung
Die junge Amerikanerin Tracy Whitney hat nicht nur einen guten Posten bei einer New Yorker Bank, sie ist auch noch mit einem Sohn aus reichem Hause verlobt, von dem sie ein Kind erwartet.
Als ihre Mutter von einem Mafioso in den Ruin und Suizid getrieben wird, will sie ihn zur Rechenschaft ziehen. Sie sucht ihn mit einem Revolver auf, im folgenden Handgemenge löst sich ein Schuss aus ihrer Waffe. Durch eine Intrige der Mafia wird sie jedoch wegen Mordes zu einer langen Haftstrafe verurteilt. Im Gefängnis verliert sie ihr Kind, nachdem sie von ihren Mitgefangen misshandelt wird, ihr Verlobter wendet sich von ihr ab.
Während ihrer Haft lernt sie sich zu behaupten. Nachdem sie der Tochter des Gefängnisdirektors das Leben gerettet hat, wird sie begnadigt und kommt vorzeitig frei. Sie fingiert einen Betrug des Mafioso an seinem „Paten“, der diesen daraufhin beseitigen lässt.
Der Vorbestraften fällt es jedoch schwer, danach wieder eine Anstellung zu finden. Ein windiger Juwelier heuert sie für einen Einbruch an. Sie wird fast geschnappt und soll auch noch um ihren „Lohn“ betrogen werden. Doch auch hier zieht sie sich geschickt aus der Affäre und kassiert am Ende sogar doppelt ab.
Sie reist nach London. Dort wird sie von dem deutschstämmigen Gunther Hartog angesprochen, der sich als Antiquitätenhändler und Hehler betätigt. Durch seine besonderen Kontakte ist er auf sie aufmerksam geworden. Sie soll seine gut betuchte und häufig wenig moralische Kundschaft um das ein oder andere Kunstwerk erleichtern, dass er dann verkaufen will. Alles dazu Notwendige will er ihr beibringen und sie in die Welt der Schönen und Reichen einführen.
Tracy lässt sich darauf ein und begeht für Gunther verschiedene Diebstähle. Dabei kreuzt sich immer wieder ihr Weg mit dem des smarten Trickbetrügers Jeff Stevens. Der hatte es zwischenzeitlich mit einem ehrlichen Beruf an der Seite einer reichen Frau versucht. Die Ehe hielt jedoch nicht lange. Er zeigt sich immer wieder interessiert an Tracy, die lässt ihn jedoch immer wieder abblitzen.
Sie begegnen sich erneut auf einer Mittelmeerkreuzfahrt. Tracys eigentliches Zielobjekt ist jedoch gar nicht an Bord. Jeff arrangiert daraufhin ein Schachturnier mit hohen Wetteinsätzen, bei dem Tracy, die die junge einfältige Amerikanerin mimt, gegen zwei mitreisende Großmeister gleichzeitig antritt. Jeff hat dafür gesorgt, das nur Tracy zwischen den beiden Räumen wechseln darf und mit unterschiedlich Farben spielt. So wiederholt sie nur die Züge der Großmeister und lässt diese praktisch gegeneinander spielen. Dadurch erreicht sie zwei unerwartete Remis.
Zu Tracys Missfallen plant Gunther einen neuen Coup mit Jeffs Hilfe. Sie soll eine Diamantensendung während des Flugs abgreifen. Derweil ist auch Interpol auf Tracys Aktivitäten aufmerksam geworden, es fehlt jedoch an Beweisen. Vor allem der Versicherungsdetektiv Cooper ist schon länger verbissen hinter Tracy her. Ihn plagt zudem ein Kindheitstrauma. Er hatte seine Mutter in der Badewanne erstochen und wird immer wieder von seiner Erinnerung gequält.
Der Diamantenraub gelingt zwar, doch Tracy leidet an hohem Fieber und Jeff muss sie verstecken, um sie zu pflegen. Endlich gibt sie seinem Werben nach. Das Paar überlegt, sich nach einem letzten Coup „zur Ruhe zu setzen“. Interpol hat den beiden jedoch eine Falle gestellt. Doch wiederum können sie die Ermittler austricksen. Nur Cooper lässt sich nicht abschütteln. Er dringt in Tracys Hotelzimmer ein und attackiert sie im Bad mit einem Messer, Jeff erscheint jedoch rechtzeitig um sie zu retten.
Das Paar verlässt Europa und fliegt nach Rio.

## Synchronfassung
Die deutsche Synchronisation entstand bei der Interopa Film GmbH, für Buch und Regie war Mina Kindl verantwortlich.
| Rolle                | Schauspieler     | Deutsche Stimme          |
| -------------------- | ---------------- | ------------------------ |
| Tracy Whitney        | Madolyn Smith    | Susanna Bonasewicz       |
| Jeff Stevens         | Tom Berenger     | Jürgen Heinrich          |
| Gunther Hartog       | Richard Kiley    | Friedrich Schoenfelder   |
| Onkel Willie         | Jack Weston      | Heinz Theo Branding      |
| Daniel Cooper        | David Keith      | Ulrich Gressieker        |
| Alberto Fornati      | Philip Madoc     | Harry Wüstenhagen        |
| Charlotte            | Anne Schedeen    | Alexandra Lange          |
| Conrad Morgan        | Peter Banks      | Friedrich Georg Beckhaus |
| Insp. André Trignant | Liam Neeson      | Ortwin Speer             |
| Louise Hollander     | Susan Hess       | Ulrike Möckel            |
| Perry Pope           | Frank Dent       | Norbert Gescher          |
| Pietr Negulesco      | Granville Saxton | Christian Rode           |

## Produktionsnotizen
Die Dreharbeiten fanden vor Ort in den USA, Südfrankreich (u. a. Villa Ephrussi de Rothschild), Amsterdam und London statt. Die Innenaufnahmen erfolgten in den Lee International Studios in Shepperton, England. Bei dem gezeigten Kreuzfahrtschiff handelt es sich um die Sagafjord.
Zwei kurze Gastauftritte haben die international vor allem aus Bond-Filmen bekannten Schauspieler Maryam d’Abo und George Baker.

## Rezeption
Die New York Times ist sowohl von Sheldons Buch als auch von der Verfilmung nicht sehr angetan. Die Geschichte sei fast schon eine reine Übung in der Vermarktung von Kitzel. Der Trick bestehe darin, die Dinge in Bewegung zu halten. Man dürfe dem Zuschauer keine Zeit lassen, über das Geschehen nachzudenken.
Das Drehbuch von Carmen Culver und die Regie von Jerry London nehme alle Handlungsstränge von Sheldon für bare Münze. Rache ist ein süßes Wort seien in Wirklichkeit zwei verschiedene Filme, von denen der erste Teil nur dem Namen nach mit dem Rest verbunden sei. Wenn Tracy im Gefängnis sitze, werde ein soziales Drama geboten und zwar ein sehr schweres. Als Tracy aus dem Gefängnis entlassen werde und die Vernichtung ihrer Peiniger plane, werde der Zuschauer plötzlich in einen heiteren Gaunermodus versetzt. Offensichtlich spiele das keine Rolle. „Sehen Sie sich all die schönen Menschen, die eleganten Kleider und die Reiseziele an. Das ist reuelose Realitätsflucht.“ Die schiere Sinnlosigkeit von Rache ist ein süßes Wort werde am besten durch die Figur Coopers verkörpert, sie führe nirgendwo hin und sei entbehrlich.
Hauptdarstellerin Madolyn Smith befand, die Produktion sei „eine sehr stilvolle Seifenoper“, die „lustig und abenteuerlich“ sei.